# Norgesmesterskapet 2009
La Norgesmesterskapet 2009 di calcio fu la 104ª edizione della manifestazione. Iniziò il 13 aprile e si concluse l'8 novembre 2009 con la finale all'Ullevaal Stadion, vinta dall'Aalesunds ai calci di rigore contro il Molde. La squadra detentrice era il Vålerenga. La squadra vincitrice partecipò alla Superfinalen 2010 contro i vincitori della Tippeligaen del Rosenborg ed ebbe diritto all'accesso al terzo turno di qualificazione all'Europa League 2010-2011.

## Formula
La competizione fu interamente ad eliminazione diretta. Tutti i turni si svolsero in gara unica, con eventuali tempi supplementari e calci di rigore. Tutte le squadre della Tippeligaen 2009 parteciparono a partire dal primo turno.

## Calendario

### Primo turno
|                  | Risultato     |                   | Data                |
| ---------------- | ------------- | ----------------- | ------------------- |
| Asker            | 2-1           | Tønsberg          | 9 maggio ore 16.00  |
| Eidsvold Turn    | 2-0           | Valdres           | 9 maggio ore 16.00  |
| Strømmen         | 2-0           | Korsvoll          | 9 maggio ore 16.00  |
| Skjetten         | 1-2           | Kjelsås           | 9 maggio ore 16.00  |
| Raufoss          | 3-1           | Ullern            | 9 maggio ore 16.00  |
| Mysen            | 1-5           | Follo             | 9 maggio ore 16.00  |
| Flisa            | 4-5           | Kongsvinger       | 9 maggio ore 16.00  |
| Redalen          | 0-1           | Nybergsund        | 9 maggio ore 16.00  |
| Ørn-Horten       | 3-4           | Sarpsborg 08      | 9 maggio ore 16.00  |
| Vindbjart        | 1-3           | Randaberg         | 9 maggio ore 16.00  |
| Klepp            | 1-5           | Bryne             | 9 maggio ore 16.00  |
| Fjøra            | 0-1           | Løv-Ham           | 9 maggio ore 16.00  |
| Bossekop         | 0-1           | Tromsdalen        | 9 maggio ore 16.00  |
| Verdal           | 1-6           | Vålerenga         | 9 maggio ore 18.00  |
| Kvik Halden      | 2-1           | Skeid             | 10 maggio ore 18.00 |
| Østsiden         | 2-3           | Lillestrøm        | 10 maggio ore 18.00 |
| Rakkestad        | 0-6           | Moss              | 10 maggio ore 18.00 |
| Nordstrand       | 0-7           | Fredrikstad       | 10 maggio ore 18.00 |
| Grüner           | 2-5           | Ullensaker/Kisa   | 10 maggio ore 18.00 |
| Frigg            | 0-4           | Lyn Oslo          | 10 maggio ore 18.00 |
| Årvoll           | 0-3           | Hønefoss          | 10 maggio ore 18.00 |
| Hasle-Løren      | 0-2           | Drøbak/Frogn      | 10 maggio ore 18.00 |
| Røa              | 3-1           | Manglerud Star    | 10 maggio ore 18.00 |
| Fjellhamar       | 1-2           | Lørenskog         | 10 maggio ore 18.00 |
| Elverum          | 1-4 (dts)     | HamKam            | 10 maggio ore 18.00 |
| Lillehammer      | 0-0 (4-1 dcr) | KFUM Oslo         | 10 maggio ore 18.00 |
| Gjøvik           | 0-4           | Rosenborg         | 10 maggio ore 18.00 |
| Jevnaker         | 1-1 (3-4 dcr) | Mjøndalen         | 10 maggio ore 18.00 |
| Konnerud         | 2-4 (dts)     | Strømsgodset      | 10 maggio ore 18.00 |
| Fram Larvik      | 1-2 (dts)     | Drammen           | 10 maggio ore 18.00 |
| Sandar           | 0-3           | Bærum             | 10 maggio ore 18.00 |
| Stathelle        | 2-4           | Sandefjord        | 10 maggio ore 18.00 |
| Pors Grenland    | 1-2           | Notodden          | 10 maggio ore 18.00 |
| Trauma           | 1-4           | Start             | 10 maggio ore 18.00 |
| Lyngdal          | 1-6           | Stavanger         | 10 maggio ore 18.00 |
| Sandnes Ulf      | 4-2           | Mandalskameratene | 10 maggio ore 18.00 |
| Frøyland         | 1-4           | Haugesund         | 10 maggio ore 18.00 |
| Ålgård           | 3-2 (dts)     | Flekkerøy         | 10 maggio ore 18.00 |
| Egersund         | 3-3 (3-5 dcr) | Kopervik          | 10 maggio ore 18.00 |
| Vard Haugesund   | 0-4           | Vidar             | 10 maggio ore 18.00 |
| Odda             | 1-6           | Viking            | 10 maggio ore 18.00 |
| Stord            | 0-2           | Nest-Sotra        | 10 maggio ore 18.00 |
| Vadmyra          | 1-2 (dts)     | Åsane             | 10 maggio ore 18.00 |
| Lyngbø           | 1-0           | Fana              | 10 maggio ore 18.00 |
| Follese          | 1-2           | Fyllingen         | 10 maggio ore 18.00 |
| Smørås           | 0-4           | Sogndal           | 10 maggio ore 18.00 |
| Kristiansund BK  | 5-2           | Nardo             | 10 maggio ore 18.00 |
| Tornado Måløy    | 1-8           | Molde             | 10 maggio ore 18.00 |
| Brattvåg         | 0-5           | Aalesund          | 10 maggio ore 18.00 |
| Træff            | 3-4           | Hødd              | 10 maggio ore 18.00 |
| Elnesvågen/Omegn | 1-2           | Skarbøvik         | 10 maggio ore 18.00 |
| Strindheim       | 5-0           | Tiller            | 10 maggio ore 18.00 |
| KIL/Hemne        | 0-2           | Byåsen            | 10 maggio ore 18.00 |
| Kattem           | 1-5           | Levanger          | 10 maggio ore 18.00 |
| Kolstad          | 2-3           | Ranheim           | 10 maggio ore 18.00 |
| Steinkjer        | 8-2           | Charlottenlund    | 10 maggio ore 18.00 |
| Mo               | 1-2           | Stålkameratene    | 10 maggio ore 18.00 |
| Mjølner          | 2-2 (9-8 dcr) | Harstad           | 10 maggio ore 18.00 |
| Senja            | 0-1           | Bodø/Glimt        | 10 maggio ore 18.00 |
| Skarp            | 1-2           | Alta              | 10 maggio ore 18.00 |
| Fløya            | 0-4           | Tromsø            | 10 maggio ore 18.00 |
| Sander           | 0-5           | Stabæk            | 10 maggio ore 18.00 |
| Vestfossen       | 0-4           | Odd Grenland      | 10 maggio ore 18.00 |
| Høyang           | 0-6           | Brann             | 10 maggio ore 18.00 |

### Secondo turno
|                 | Risultato |               | Data                |
| --------------- | --------- | ------------- | ------------------- |
| Lyngbø          | 0-2       | Brann         | 24 maggio ore 18.00 |
| Hødd            | 0-2       | Molde         | 24 maggio ore 19.00 |
| Kjelsås         | 1-2       | Odd Grenland  | 27 maggio ore 18.00 |
| Lillehammer     | 0-4       | HamKam        | 27 maggio ore 18.00 |
| Drammen         | 1-5       | Mjøndalen     | 27 maggio ore 18.00 |
| Stavanger       | 3-2       | Sandnes Ulf   | 27 maggio ore 18.00 |
| Kopervik        | 1-5       | Bryne         | 27 maggio ore 18.00 |
| Randaberg       | 5-6       | Haugesund     | 27 maggio ore 18.00 |
| Løv-Ham         | 3-0       | Fyllingen     | 27 maggio ore 18.00 |
| Ranheim         | 6-0       | Steinkjer     | 27 maggio ore 18.00 |
| Kvik Halden     | 1-4       | Stabæk        | 27 maggio ore 18.00 |
| Vidar           | 1-3       | Start         | 27 maggio ore 18.00 |
| Strømmen        | 1-2       | Lillestrøm    | 27 maggio ore 18.00 |
| Drøbak/Frogn    | 1-2       | Fredrikstad   | 28 maggio ore 18.00 |
| Røa             | 0-6       | Lyn Oslo      | 28 maggio ore 18.00 |
| Follo           | 0-2       | Vålerenga     | 28 maggio ore 18.00 |
| Lørenskog       | 0-1       | Notodden      | 28 maggio ore 18.00 |
| Ullensaker/Kisa | 1-0       | Sandefjord    | 28 maggio ore 18.00 |
| Hønefoss        | 7-6       | Raufoss       | 28 maggio ore 18.00 |
| Ålgård          | 2-3       | Viking        | 28 maggio ore 18.00 |
| Kristiansund BK | 0-2       | Aalesund      | 28 maggio ore 18.00 |
| Byåsen          | 3-4       | Alta          | 28 maggio ore 18.00 |
| Levanger        | 0-5       | Rosenborg     | 28 maggio ore 18.00 |
| Stålkameratene  | 2-3       | Tromsø        | 28 maggio ore 18.00 |
| Mjølner         | 1-3       | Bodø/Glimt    | 28 maggio ore 18.00 |
| Tromsdalen      | 2-3       | Strindheim    | 28 maggio ore 18.00 |
| Sogndal         | 2-1       | Åsane         | 28 maggio ore 18.00 |
| Sarpsborg 08    | 2-3       | Eidsvold Turn | 28 maggio ore 18.00 |
| Nest-Sotra      | 2-1       | Moss          | 28 maggio ore 18.00 |
| Bærum           | 3-1       | Strømsgodset  | 28 maggio ore 18.00 |
| Kongsvinger     | 4-0       | Skarbøvik     | 28 maggio ore 18.00 |
| Nybergsund      | 1-3       | Asker         | 28 maggio ore 18.00 |

### Terzo turno
|               | Risultato       |                 | Data                |
| ------------- | --------------- | --------------- | ------------------- |
| Vålerenga     | 5-3             | Ullensaker/Kisa | 17 giugno ore 18.00 |
| Eidsvold Turn | 1-2             | Stabæk          | 17 giugno ore 18.00 |
| HamKam        | 0-2             | Lyn Oslo        | 17 giugno ore 18.00 |
| Notodden      | 0-2             | Odd Grenland    | 17 giugno ore 18.00 |
| Bryne         | 0-0 (3-2 dcr)   | Viking          | 17 giugno ore 18.00 |
| Haugesund     | 1-2             | Sogndal         | 17 giugno ore 18.00 |
| Nest-Sotra    | 2-4             | Brann           | 17 giugno ore 18.00 |
| Aalesund      | 2-1             | Stavanger       | 17 giugno ore 18.00 |
| Strindheim    | 1-7             | Rosenborg       | 17 giugno ore 18.00 |
| Tromsø        | 4-0             | Hønefoss        | 17 giugno ore 18.00 |
| Alta          | 3-0             | Bodø/Glimt      | 17 giugno ore 18.00 |
| Mjøndalen     | 3-1             | Bærum           | 17 giugno ore 18.00 |
| Asker         | 0-3             | Lillestrøm      | 17 giugno ore 18.00 |
| Fredrikstad   | 5-3             | Ranheim         | 18 giugno ore 18.00 |
| Start         | 2-2 (13-14 dcr) | Løv-Ham         | 17 giugno ore 18.00 |
| Molde         | 1-0             | Kongsvinger     | 18 giugno ore 18.00 |

### Quarto turno
|              | Risultato |             | Data               |
| ------------ | --------- | ----------- | ------------------ |
| Rosenborg    | 2-0       | Løv-Ham     | 5 luglio ore 18.00 |
| Tromsø       | 2-0       | Bryne       | 5 luglio ore 18.00 |
| Vålerenga    | 3-1       | Mjøndalen   | 8 luglio ore 19.00 |
| Stabæk       | 4-0       | Lillestrøm  | 8 luglio ore 19.00 |
| Sogndal      | 0-1       | Aalesund    | 8 luglio ore 19.00 |
| Alta         | 0-1       | Molde       | 8 luglio ore 19.00 |
| Odd Grenland | 3-1       | Fredrikstad | 9 luglio ore 19.00 |
| Brann        | 1-0       | Lyn Oslo    | 9 luglio ore 19.00 |

### Quarti di finale
|              | Risultato |           | Data               |
| ------------ | --------- | --------- | ------------------ |
| Aalesund     | 3-1       | Stabæk    | 8 agosto ore 16.00 |
| Odd Grenland | 5-1       | Brann     | 8 agosto ore 19.00 |
| Vålerenga    | 4-3       | Tromsø    | 9 agosto ore 16.00 |
| Molde        | 5-0       | Rosenborg | 8 agosto ore 19.00 |

### Semifinale
|          | Risultato |              | Data                   |
| -------- | --------- | ------------ | ---------------------- |
| Molde    | 6-3       | Vålerenga    | 23 settembre ore 19.00 |
| Aalesund | 1-0       | Odd Grenland | 24 settembre ore 19.00 |

### Finale
| Arbitro: | Kristoffer Helgerud |

|                                           |                      |                                          |
| Diouf 27’ Diouf 96’                       | Marcatori            | 27’ Roberts 114’ Aarøy                   |
| José Mota Thioune Forren Steen Paté Diouf | Tiri di rigore 4 – 5 | Stephenson Arneng Herrera Phillips Skiri |

| Molde | Aalesund |

#### Formazioni
| Molde (4-3-3)   |    |                             |            |
|                 |    |                             |            |
| POR             | 1  | Knut Dørum Lillebakk        |            |
| TD              | 2  | Kristoffer Paulsen Vatshaug |            |
| DC              | 14 | Christian Steen             |            |
| DC              | 24 | Vegard Forren               |            |
| TS              | 5  | Øyvind Gjerde               | 37’        |
| CEN             | 6  | Daniel Berg Hestad (C)      | 40’        |
| CEN             | 8  | Makhtar Thioune             |            |
| CEN             | 10 | Magne Hoseth                | 90'+1’ 17’ |
| ATT             | 9  | Mattias Moström             | 62’        |
| ATT             | 32 | Mame Biram Diouf            |            |
| ATT             | 42 | Pape Paté Diouf             |            |
| A disposizione: |    |                             |            |
| POR             | 22 | Jan Kjell Larsen            |            |
| DIF             | 3  | Marcus Andreasson           | 37’        |
| CEN             | 4  | Thomas Holm                 | 62’        |
| CEN             | 15 | Aksel Berget Skjølsvik      |            |
| CEN             | 18 | Valter Tomaz Junior         |            |
| ATT             | 19 | José Mota                   | 90'+1’     |
| ATT             | 20 | Rune Ertsås                 |            |
| Allenatore:     |    |                             |            |
| Kjell Jonevret  |    |                             |            |

| Aalesund (4-4-2) |    |                         |  |        |     |
|                  |    |                         |  |        |     |
| POR              | 13 | Anders Lindegaard       |  |        |     |
| TD               | 5  | Ville Jalasto           |  |        |     |
| DC               | 4  | Jonatan Tollås          |  |        |     |
| DC               | 2  | Amund Skiri             |  |        |     |
| TS               | 14 | Jonathan Parr           |  |        |     |
| CLD              | 18 | Khari Stephenson        |  |        |     |
| CEN              | 20 | Johan Arneng (C)        |  | 45'+1’ |     |
| CEN              | 7  | Trond Fredriksen        |  | 102’   |     |
| CLS              | 22 | Fredrik Carlsen         |  | 27’    | 51’ |
| ATT              | 9  | Glenn Roberts           |  | 60’    |     |
| ATT              | 25 | Diego Silva             |  | 102’   |     |
| A disposizione   |    |                         |  |        |     |
| POR              | 1  | Sten Grytebust          |  |        |     |
| ATT              | 8  | Tor Hogne Aarøy         |  | 102’   |     |
| CEN              | 11 | Pablo Herrera Barrantes |  | 60’    |     |
| CEN              | 17 | Demar Phillips          |  | 102’   |     |
| CEN              | 19 | Peter Orry Larsen       |  |        |     |
| ATT              | 20 | Didrik Fløtre           |  |        |     |
| CEN              | 21 | Alexander Mathisen      |  |        |     |
| Allenatore:      |    |                         |  |        |     |
| Kjetil Rekdal    |    |                         |  |        |     |